# Muaither SC
Muaither SC (arab. نادي معيذر الرياضي) – katarski klub piłkarski, mający siedzibę w Ar-Rajjan, założony w 1996 roku, grający w rozgrywkach Qatar Stars League.